# 2012년 12월 죽음
다음은 2012년 12월에 사망한 저명한 인물 목록이다.
- 12월 2일
  - 대한민국의 소설가 박정요
  - 미국의 연쇄살인자 이즈라엘 키즈
- 12월 3일 - 네덜란드의 영화배우 예룬 빌럼스
- 12월 5일
  - 미국의 재즈작곡가 데이브 브루벡
  - 브라질의 건축가 오스카르 니에메예르
- 12월 6일 - 아르메니아의 정치인 카리네 카지냔
- 12월 7일
  - 대한민국의 비전향장기수 우용각
  - 프랑스의 철학자 질베르 뒤랑
- 12월 9일
  - 미국의 발명가 노만 조셉 우드랜드
  - 미국의 싱어송라이터 제니 리베라
  - 미국의 음악작가 찰스 로젠
  - 잉글랜드의 천문학자 패트릭 무어
- 12월 10일
  - 미국의 경제학자 앨버트 허쉬만
  - 미국의 영화배우 말라 잉글리쉬
  - 일본의 영화배우 오자와 쇼이치
- 12월 11일 - 인도의 음악가 라비 샹카르
- 12월 13일 - 대한민국의 기업인 김상철
- 12월 15일 - 아르헨티나의 영화배우 올가 수바리
- 12월 16일 - 미국의 영화배우 린다 와이즈마이어
- 12월 17일 - 일본계 미국인의 정치인 대니얼 이노우에
- 12월 19일 - 일본의 만화가 나카자와 케이지
- 12월 21일 - 대한민국의 야구선수 이두환
- 12월 22일
  - 덴마크의 영화배우 미라 완팅
  - 소련의 역도선수 아르카디 보로비요프
  - 미국의 영화배우 클리프 오스몬드
- 12월 24일
  - 대한민국의 소설가 박경수
  - 미국의 영화배우 잭 클러그먼
  - 미국의 영화배우 찰스 더닝
- 12월 26일 - 잉글랜드의 영화 프로듀서 게리 앤더슨
- 12월 27일
  - 미국의 군인 노먼 슈워츠코프
  - 미국의 영화배우 해리 커리 주니어
- 12월 28일
  - 대한민국의 음악가 홍종명
  - 대한민국의 장기기사 이양근
- 12월 29일 - 포루투갈의 영화감독 파울루 호샤
- 12월 30일
  - 대한민국의 만화가 김원빈
  - 대한민국의 저술가 황수관
  - 대한민국의 정치인 이민헌
  - 미국의 미생물학자 칼 워즈
  - 이탈리아의 신경학자 리타 레비몬탈치니
- 12월 31일
  - 대한민국의 신학자 지원용
  - 프랑스의 영화감독 장앙리 로제